# Lettres de Sloan

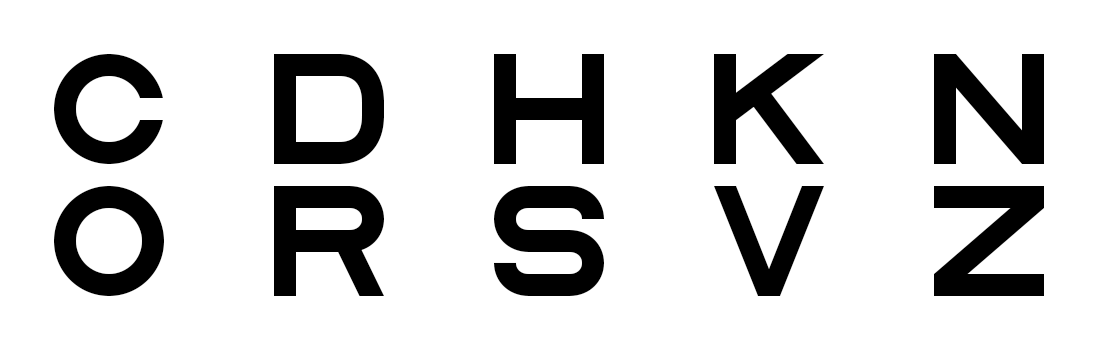
Les lettres de Sloan comme décrites dans l'article original de Louise L. Sloan (1959).

Les lettres de Sloan, conçues par Louise Sloan en 1959, sont un ensemble d'optotypes utilisés pour tester l'acuité visuelle, généralement dans les tableaux de Snellen et les tableaux logMAR.
Cet ensemble d'optotypes se compose de dix "lettres" spécialement formées, C, D, H, K, N, O, R, S, V et Z. Ces lettres, contrairement à celles utilisées dans les anciens tableaux de Snellen, sont conçues pour donner des résultats de test d'acuité comparables aux tests effectués à l'aide d'anneaux de Landolt.
Des polices informatiques pour les systèmes d'exploitation macOS et Microsoft Windows sont disponibles à des fins de recherche. Les polices sont basées sur la conception de Louise Sloan, qui a été désignée comme la norme américaine pour les tests d'acuité par la National Academy of Sciences, National Research Council, Committee on Vision (1980, Adv Ophthalmol, 41, 103-148).